# (7214) Антикл
(7214) Антикл (лат. Anticlus, др.-греч. Ἀντίκλος) — типичный троянский астероид Юпитера, движущийся в точке Лагранжа L4, в 60° впереди планеты. Астероид был открыт 19 сентября 1973 года американскими астрономами К. Й. ван Хаутеном, И. ван Хаутен-Груневельд и Томом Герельсом в Паломарской обсерватории и назван в честь Антикла, персонажа древнегреческой мифологии.

Орбита астероида Антикл и его положение в Солнечной системе